# Башлыкент
Башлыкент (кум. Башлыгент) — село в Каякентском районе Дагестана.
Образует сельское поселение село Башлыкент как единственный населённый пункт в его составе. В прошлом являлось столицей Кайтагского уцмийства.

## Географическое положение
Относится к историко-географическим областям Кайтаг и Кумыкия, расположен у подножья горы Джавандаг, в долине реки Башлычай, в 33 км к юго-западу от города Избербаш.

## Население
| 1895  | 1926  | 1939  | 1970  | 1989  | 2002  | 2010  |
| ----- | ----- | ----- | ----- | ----- | ----- | ----- |
| 1610  | ↘1477 | ↘1185 | ↗1664 | ↘1649 | ↗2893 | ↗3230 |
| 2012  | 2013  | 2014  | 2015  | 2016  | 2017  | 2018  |
| ↘3109 | ↘2964 | ↘2880 | ↘2851 | ↗2860 | ↗2909 | ↘2896 |
| 2019  | 2020  | 2021  | 2023  | 2024  | 2025  |       |
| ↘2868 | ↘2833 | ↘2373 | ↘2361 | ↗2367 | ↗2373 |       |

Национальный состав
По данным Всероссийской переписи населения 2021 года:
| №        | Национальность | Численность, чел. | Доля    |
| -------- | -------------- | ----------------- | ------- |
| 1        | кумыки         | 2 294             | 96,67 % |
| 1.000001 | не указавшие   | 1                 | 0,04 %  |
| 1.000002 | прочие         | 78                | 3,28 %  |
| 1.000003 | всего          | 2 373             | 100 %   |

## Этимология
Вероятнее всего, топоним Башлы действительно восходит к этнониму «барсилы» (тюркоязычные племена, обитавшие в средневековый период на равнинах и предгорьях западного Каспия между реками Терек и Дарвагчай), которые имели здесь одноимённый населённый пункт, расположенный на границе с даргиноязычным населением. В источниках средневекового времени нередко называется городом Башлы. «Название нынешнего города Башлы, — писал А.-К. А. Бакиханов, — происходит от древнего Басласа». По предположению Доссона, оно связано с Барсилией. С. Ш. Гаджиева поддержала «наличие связи этнонима „барсилы“ и названия царства Барсилия, или Ал-Баршалия, с наименованием южного кумыкского села Башли, которое соседи-даргинцы до сих пор называют Баршли».
В последний раз «дагестанские хазары» упоминаются в хронике «История Ширвана и ал-Баба» в 1064 году. Она гласит: «В том же году остатки хазар численностью в 3 тыс. семей прибыли в город Кахтан хазарской страны (или: в Кахтан на прежней хазарской территории). Они отстроились и поселились в нём». Исследователи локализуют город Кахтан по-разному. Так, например В. Ф. Минорский считает, что хазары возвратились в Баршалийю (Башлы), отождествляемую им с ранней столицей «страны гуннов» г. Варачаном.

## История

### Территория
Согласно информации, записанной А. Муртузалиевым со слов Курбана Арсланбекова и Багамаали Сулейманова, границы земель башлынского общества пару столетий назад простирались от реки Гамри-Озень на севере до нынешней границы Кайтагского и Дахадаевского районов. Западная граница земель проходила выше Кичи-Гамри в местности "Ущелье крепостей", которая находится по южной стороне реки Гамри-Озень. На востоке границей башлынских земель было Каспийское море.

### Археология
В окрестностях Башлыкента имеется большое количество археологических памятников, в их числе и два могильника предскифского времени — Шахсенгерский и Акярский, относящиеся к концу II тыс. до н. э. — VII в. до н. э., что свидетельствует о древности поселения. По преданиям, село Башлы располагалось между местностями «Чирми» и «Гаджи-кутан» (ныне это место называется «Эски-гент» (Старое село)) и образовалось в результате объединения небольших селений: «Егъарибашли», «Батурша», Явушгъан-гент, Темирхан-тебе, Чока-вурт".

### Столица феодального образования
В течение примерно трехсот лет (с середины XVI до середины XIX в.) Башлы являлся местопребыванием уцмиев — правителей Кайтага. 

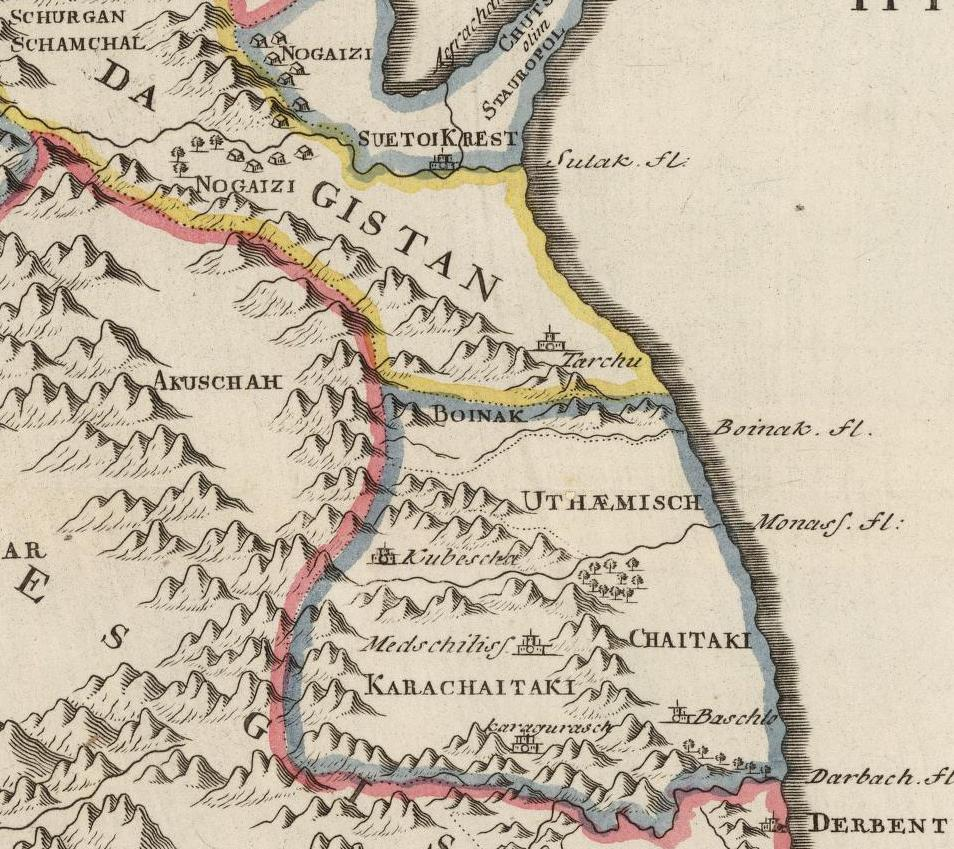
Башлы («Baschlo») на карте Гербера 1728 года

### Кавказская война
В 1818 году в селе прошло крупное сражение, известное как Башлынская битва, в ходе которого из Башлы дагестанскими войсками был изгнан отряд русской императорской армии.
В 1877 году в Дагестане вспыхнуло крупное антироссийское восстание, одним из центров которого стал аул Башлы. За непокорность аул был полностью разрушен генералом Комаровым. Впоследствии населению бывшего аула в течение 5 лет не позволяли селиться на прежнем месте. И только в 1882 году бывшим жителям разрешили вернуться, но вместо одного аула было образовано три: Верхний Башлы (позже Капкайкент), Средний Башлы (позже Джаванкент) и Нижний Башлы (позже Александркент),.

## Название
При образовании нового аула, в знак покорности ему было присвоено имя Александркент в честь императора Александра III. После революции село переименовывают в Джалалкент в честь революционера и видного государственного деятеля Джалалутдина Коркмасова. В 1937 году Коркмасов был репрессирован, а село вновь переименовано в Башлыкент.

## Известные уроженцы
- Гаджиева, Сакинат Шихамедовна — учёный-этнограф, доктор исторических наук, профессор, заслуженный деятель науки РФ и Республики Дагестан[33].
- Балашов, Балаш Курбанмагомедович — депутат 6 созыва нижней палаты (Думы) РФ.